# Јахја ел Шехри
Јахја Сулејман Али ел Шехри (арап. يحيى سليمان علي الشهري‎, романизовано Yahya Sulaiman Ali Al-Shehri; Дамам, 26. јун 1990) професионални је саудијски фудбалер који игра у средини терена на позицији офанзивног везног играча.

## Клупска каријера
Професионалну каријеру започиње у редовима екипе Итифаг из родног Дамама, одакле је након четири одигране сезоне прешао у редове Ал Насра из Ријада за суму од 9,8 милиона евра. Са Ал Насром је освојио две титуле државног првака и један трофеј купа.
У периоду од јануара до јуна 2018. играо је као позајмљен играч у шпанском Леганесу, али за то време није забележио ни један званични наступ за тим. 

## Репрезентативна каријера
За сениорску репрезентацију Саудијске Арабије дебитовао је 14. октобра 2009. у пријатељској утакмици са селекцијом Туниса.  
Био је део националног тима и на Светском првенству 2018. у Русији, где је одиграо две утакмице, против Русије у првом и Египта у трећем колу групе А.

## Успеси и признања
ФК Ал Наср
- Првенство С. Арабије (2): 2013/14, 2014/15.
- Куп престолонаследника (1): 2013/14.